# Culver City
Culver City är en stad i västra Los Angeles County i Kalifornien. Befolkningen uppgick till 40,779 invånare år 2020. Staden är nästan helt omgiven av City of Los Angeles, men gränsar också till icke-inkorporerade områden inom Los Angeles County. Den nuvarande borgmästaren är Gary Silbiger.
I Culver City finns Sony Pictures Studios.

## Vänorter
- Iksan, Sydkorea
- Kaizuka, Japan
- Lethbridge, Alberta, Kanada
- Yanji, Kina
- Uruapan, Mexiko